# Vieja friendo huevos
Vieja friendo huevos es un cuadro de juventud de Velázquez, pintado en Sevilla en 1618, solo un año después de su examen como pintor. Se encuentra en la Galería Nacional de Escocia, en Edimburgo, desde 1955, adquirido a los herederos de sir Francis Cook por 57 000 libras.

## Historia
El cuadro aparece mencionado por primera vez junto con otros bodegones de Velázquez en 1698 en el inventario de las pinturas de Nicolás de Omazur, comerciante flamenco establecido en Sevilla y amigo de Murillo, donde se describe como lienzo de una vara de alto sin marco con «una vieja friendo un par de huebos (sic), y un muchacho con un melón en la mano». A comienzos del siglo XIX se encontraba ya en Inglaterra, en la colección de John Woollett, subastada en Christie's de Londres el 8 de mayo de 1813. En 1883 Charles B. Curtis (Velázquez and Murillo: A descriptive and historical catalogue) publicó el cuadro por primera vez como obra de Velázquez, una atribución que fue unánimemente acogida por la crítica posterior. Tras pasar por distintas colecciones británicas, en 1955 ingresó en el museo de Edimburgo. Al procederse a su limpieza apareció en 1957 la fecha (1618) en el ángulo inferior derecho, la misma que lleva otra obra del pintor, Cristo en casa de Marta y María, con la que comparte el modelo de la mujer anciana y algunos de los objetos de bodegón en primer plano.

## Descripción
El cuadro pertenece al género del bodegón, según lo entendía Francisco Pacheco, como escena de cocina o de mesón con figuras a veces ridículas o, cuando menos, vulgares, pero estimables «sí son pintados como mi yerno los pinta alzándose con esta parte sin dejar lugar a otros», pues por esta vía «halló la verdadera imitación del natural».
La escena se desarrolla en el interior de una cocina poco profunda, iluminada con fuertes contrastes de luz y sombra. La luz, dirigida desde la izquierda, ilumina por igual todo el primer plano, destacando con la misma fuerza figuras y objetos sobre el fondo oscuro de la pared, de la que cuelgan un cestillo de palma y unas alcuzas o lámparas de aceite. Una anciana con toca blanca cocina en un anafe u hornillo un par de huevos, que pueden verse en mitad del proceso de cocción flotando en líquido dentro de una cazuela de barro gracias al punto de vista elevado de la composición. Con una cuchara de madera en la mano derecha y un huevo que se dispone a cascar contra el borde de la cazuela en la mano izquierda, la anciana suspende la acción y alza la cabeza ante la llegada de un muchacho que avanza con un melón de invierno bajo el brazo y un frasco de cristal. Delante de la mujer y en primer término se disponen una serie de objetos vistos con el mismo punto de vista elevado: una jarra de loza vidriada blanca junto a otra vidriada de verde, un almirez con su mano, un plato de loza hondo con un cuchillo, una cebolla y unas guindillas. Apoyado en el anafe brilla un caldero de bronce. Además aparece un pimiento en primer término que constituye la representación artística más antigua del uso gastronómico de este fruto.
Los objetos han sido estudiados de forma individual, maravillosos en su singularidad pero mal integrados en el conjunto. Ciertos problemas de perspectiva y alguna incongruencia en las sombras que proyectan no impiden, sin embargo, apreciar la sutileza en el tratamiento de sus texturas por el sabio manejo de la luz, que es parcialmente absorbida por los cacharros cerámicos y se refleja en los metálicos, casi alternadamente dispuestos. El interés de Velázquez por los efectos ópticos y su tratamiento pictórico se pone de manifiesto en los huevos flotando en el líquido —aceite o agua— en los que «logra mostrar el proceso de cambio por el cual la transparente clara del huevo crudo se va tornando opaca al cuajarse», detalle que indica el interés del pintor en captar lo fugaz y efímero, deteniendo el proceso en un momento concreto.
Pero más allá de la atención prestada a estos objetos y a su percepción visual, Velázquez ha ensayado una composición de cierta complejidad, en la que la luz juega un papel determinante, conectando figuras y objetos en planos entrecruzados. La relación entre los dos protagonistas del lienzo resulta, sin embargo, ambigua. Sus miradas no se cruzan: el muchacho dirige la suya hacia el espectador mientras la mirada de la anciana parece perderse en el infinito, creando con ello cierto aire de misterio que ha hecho pensar que lo representado en el lienzo no sea una simple escena de género.
Lejos de ser «figuras ridículas» para provocar risa, como decía Pacheco a propósito de los protagonistas de los bodegones más convencionales, anciana y joven están tratados con severa dignidad. El escorzo de la cabeza del muchacho coincide con el del adolescente que recibe la copa en El aguador de Sevilla, adoptando un gesto reconcentrado, como transido por la importante responsabilidad que desempeña en la cocina. El mismo muchacho no deja de recordar al más joven de los Tres músicos, pero la incidencia de la luz, más matizada, y la expresión seria le dotan de una dignidad y atractivo que no tenía aquel. La repetición del modelo hace creíble, aunque no haya forma de comprobarlo, que se trate del «aldeanillo aprendiz» que, según Pacheco, Velázquez tenía cohechado para que le sirviese de modelo. El tipo humano de la vieja, con su mirada perdida, es probablemente el mismo de la anciana que aparece en Cristo en casa de Marta y María, en el que algunos críticos han querido ver un retrato de la suegra del pintor.
Julián Gállego llamó la atención sobre la quietud que el cuadro desprende, alejada del dinamismo de las obras de Caravaggio, con el que algunos críticos lo han relacionado por el tratamiento del claroscuro, «quietud desconcertante» que sólo encontraría paralelo en algunos pintores nórdicos, como Louis Le Nain o Georges de La Tour. Las acciones de los personajes —agitar la cuchara para que no se pegue la clara, cascar el huevo, acercar la jarra de vino— han sido sorprendidas en un instante y los actores de ellas han quedado inmovilizados, sin comunicación entre sí. Jonathan Brown entiende por ello que Velázquez ha hecho de sus personajes objetos y los ha tratado de igual modo que hace con estos, con distanciamiento y objetividad.

## Ensayos de interpretación del significado
Conforme a la interpretación tradicional de los primeros bodegones de Velázquez, en los que se apuntaban paralelismos con la novela picaresca, el cuadro se ha visto como una ilustración de un pasaje del Guzmán de Alfarache, donde Mateo Alemán presentaba a una vieja friendo huevos para un muchacho. Pero la «inquietante atmósfera psicológica» del cuadro, según lo describe Jonathan Brown, y la mirada perdida de la anciana, o la propia formación cultural del pintor en el taller de Pacheco, han motivado la búsqueda de unas intenciones simbólicas con las que Velázquez estaría dignificando el género del bodegón, desdeñado por los teóricos precisamente por carecer de «asunto», como de forma más explícita hace en Cristo en casa de Marta y María o en La mulata con la cena de Emaús de Dublín, verdaderos «bodegones a lo divino».
En esta dirección, Julián Gállego sugirió que el cuadro pudiera ser interpretado como una representación del sentido del gusto, y aunque él mismo se decía no convencido con esa explicación, Fernando Marías ha profundizado de forma original en la relación con los sentidos corporales, que encuentra aludidos en otros bodegones, en los que «las referencias literarias —por ejemplo con respecto a la novela picaresca— brillan por su ausencia». El repertorio de objetos magistralmente descritos por Velázquez en sus varios colores y brillos, con los que se hacen reconocibles las diferentes texturas y calidades táctiles, pueden ser reconocidos por el espectador, como también por el muchacho que con la mirada llama su atención, mediante el sentido de la vista, en tanto la anciana, con la mirada perdida, «con expresión de ciega» según Gállego, parece tantear con la cuchara la distancia a la cazuela. En la vieja, acaso ciega, Velázquez parece reflexionar sobre las dos formas de conocimiento de una misma realidad, la proporcionada por el sentido de la vista y la que proporciona el tacto.
Una interpretación distinta ofrece Manuela Mena, para quien no sería casual la semejanza entre esta anciana y la dueña que aparece en Cristo en casa de Marta y María. De la mirada de la anciana, que «roza» al niño pero no se fija en él, «se desprende una extraña sugerencia de sabiduría y de experiencia». Las alcuzas que cuelgan de la pared del fondo, símbolo barroco de la Vigilancia, completarían el significado de esa mirada, inteligente y no ciega, capaz de ver desde la experiencia el pasado y el futuro.